# Micromyrtus clavata
Micromyrtus clavata là một loài thực vật có hoa trong Họ Đào kim nương. Loài này được J.W.Green ex Rye mô tả khoa học đầu tiên năm 2006.